# تسویاتوو
تسویاتوو (به لاتین: Tsvyatovo) یک منطقهٔ مسکونی در بلغارستان است که در پلازیشته واقع شده‌است. تسویاتوو ۳ نفر جمعیت دارد.